# Хронологија радничког покрета и КПЈ 1933.
| претходна целина: ◄ 1920—1929. |                              |
| Хронологија радничког покрета и Комунистичке партије Југославије током 1930-их 1930. 1931. 1932. 1933. 1934. 1935. 1936. 1937. 1938. 1939. | следећа целина: 1940—1949. ► |

Хронолошки преглед важнијих догађаја везаних за Раднички покрет Југославије и Комунистичку партију Југославије (КПЈ), као и општа политичка дешавања која су се догодила у Краљевини Југославији током 1933. године.
| Јануар Фебруар Март Април Мај Јун Јул Август Септембар Октобар Новембар Децембар |

## Март

#### 9. март
- У Дубровнику умро Станко Драгојевић (1893—1933), правник и револуционар, правни референт Окружног суда у Дубровнику и један од оснивача Комунистичке партије у Црној Гори и Подгорици. На његовој сахрани у Подгорици, 11. марта била је велика поворка народа са 16 црвених венаца и четири говорника. Због масовног присуства народа, полиција није тај дан хапсила говорнике, већ наредних дана.[1]

## Мај

#### 23. мај
- У Москви умрла Љубица Ивошевић-Димитров (1884—1933), прва српска пролетерска песникиња и супруга Георги Димитрова, високог функционера Комунистичке интернационале. Од 1923. живела је у Совјетском Савезу и била члан СКП(б) и Савеза совјетских писаца.

## Јун

#### 22. јун
- У Бечу, аустријска полиција у оквиру рације на представнике аустријске радничке класе, који су радили на организовању демонстрација против режима, ухапсила Благоја Паровића и Милоша Марковића, чланове Привременог руководства КПЈ и Стевана Лилића, члана КПЈ. Након хапшења, они су саслушавани у полицији. Марковић је због болести пуштен сутрадан, док су Паровић и Лилић задржани ради утврђивања идентитета. Захваљујући залагању ЦК КПЈ, који је преко аустријских комуниста ангажовао адвокате, Паровић је успео да избегне изручење југословенској полицији.[2]

## Август

#### 11. август
- У Москви, од последица дугогодишње туберкулозе, умро Милош Марковић (1901—1933), револуционар, члан Привременог руководства КПЈ и дугогодишњи истакнути руководилац КП Југославије.[3]

## Септембар

#### у току септембра
- У Београду, у издању „Космоса” изашао први том Капитала Карла Маркса, у тиражу од 5.000 примерака. Превод првог тома на српски језик извршили су комунисти-робијаши Моша Пијаде и Родољуб Чолаковић, који су у књизи потписани псеудонимима — М. Поробић и Р. Босанац, док је редакцију превода извршио Аугуст Цесарец. Током боравка у затвору, Моша Пијаде је превео и други том Капитала, који је 1934. објавио „Космос”, а редакцију превода извршио Веселин Маслеша. Трећи том Капитала, објављен је тек 1947. у издању београдске „Културе” и ово су били први целовити преводи овог Маркосовог дела, док су до тада објављивани само одломци.[4]

## Децембар

#### 28. децембар
- У Загребу ухапшен Никола Стиховић, техничар Месног комитета КПЈ за Загреб, у чијем је стану полиција пронашла илегални партијски материјал. Ухапшен је недуго по повратку са робије, на који је био осуђен 1930. године. Заједно са другим ухапшеним комунистима, суђено му је јуна 1934. године.[5]